# 대한민국의 수영 기록
대한민국의 수영 기록은 다음과 같다.

## 남자
| #             | 종목        | 기록         | 선수                        | 소속         | 날짜         | 대회명                               | 장소                  | 경기장                          | 주석 및 기타              | 동영상 |
| 자유형        |             |              |                             |              |              |                                      |                       |                                 |                           |        |
| 1             | 50m         | 21초 72      | 지유찬                      | 대구시청     | 2023. 9. 25  | 2022 항저우 아시안게임               | 중화인민공화국 광저우 | 항저우 올림픽 스포츠센터 수영장 | 자유형 50M 결선 1위       |        |
| 2             | 100m        | 47초 56      | 황선우                      | 서울체고     | 2021. 7. 28  | 2020년 하계 올림픽                   | 일본 도쿄             | 도쿄 아쿠아틱스 센터            | 결승 6위                  |        |
| 3             | 200m        | 1분 44초 62  | 황선우                      | 서울체고     | 2021. 7. 25  | 2020년 하계 올림픽                   | 일본 도쿄             | 도쿄 아쿠아틱스 센터            | 예선 3조 1위              |        |
| 4             | 400m        | 3분 41초 53  | 박태환                      | 단국대       | 2010. 11. 16 | 제16회 아시안 게임                   | 중화인민공화국 광저우 | 아오티 수영장                   | 1위                       |        |
| 5             | 800m        | 7분 52초 07  | 박태환                      | SK 텔레콤    | 2012. 05. 31 | 산타클라라 국제 그랑프리             | 미국 산타클라라       | 조지 F. 헤인즈 국제 수영 센터   | 1위                       |        |
| 6             | 1500m       | 14분 47초 38 | 박태환                      | 단국대       | 2012. 02. 12 | 뉴사우스웨일스 주 오픈 선수권 대회   | 오스트레일리아 시드니 | 시드니 국제 수영 센터           | 1위.                      |        |
| 배영          |             |              |                             |              |              |                                      |                       |                                 |                           |        |
| 7             | 50m         | 24초 93      | 강지석                      | 전주시청     | 2018. 04. 30 | 국제대회수영국가대표 선발대회        | 대한민국 김천         | 광주 남부대 시립국제수영장      | 결승 1위                  |        |
| 8             | 100m        | 53초 68      | 이주호                      | 아산시청     | 2021. 05. 16 | 김천전국수영대회                     | 대한민국 김천         | 김천 실내 수영장                | 결승 1위                  |        |
| 9             | 200m        | 1분 56초 77  | 이주호                      | 아산시청     | 2021. 7. 28  | 2020년 도쿄 올림픽                   | 일본 도쿄             | 도쿄 아쿠아틱스 센터            | 예선 전체 4위             |        |
| 평영          |             |              |                             |              |              |                                      |                       |                                 |                           |        |
| 10            | 50m         | 26초 37      | 문재권                      | 서귀포시청   | 2021. 12. 20 | 제15회 쇼트코스(25ｍ) 세계수영선수권 | 아랍에미리트 아부다비 | 아부다비 에티하드 아레나        | 평영 50m 준결승 11위      |        |
| 11            | 100m        | 59초 65      | 조성재                      | 제주시       | 2021. 5. 14  | 2021 경영 국가대표 선발대회          | 대한민국 제주         | 제주종합경기장 실내수영장       |                           |        |
| 12            | 200m        | 2분 08초 59  | 조성재                      | 제주시청     | 2020. 11. 20 | 2020 경영 국가대표 선발대회          | 대한민국 김천         | 김천실내수영장                  |                           |        |
| 접영          |             |              |                             |              |              |                                      |                       |                                 |                           |        |
| 13            | 50m         | 23초 71      | 양정두                      | 인천광역시청 | 2014. 10. 29 | 제95회 전국 체육 대회                | 대한민국 제주         | 제주 실내 수영장                | 일반부 결승 1위           |        |
| 14            | 100m        | 52초 23      | 양재훈                      | 강원도청     | 2020. 11. 19 | 2020 경영 국가대표 선발대회          | 대한민국 김천         | 김천실내수영장                  |                           |        |
| 15            | 200m        | 1분 56초 25  | 문승우                      | 전주시청     | 2021. 5. 16  | 2021 경영 국가대표 선발대회          | 대한민국 제주         | 제주종합경기장 실내수영장       |                           |        |
| 개인혼영      |             |              |                             |              |              |                                      |                       |                                 |                           |        |
| 16            | 100m        | 52초 13      | 황선우                      | 서울체고     | 2021. 12. 18 | 제15회 쇼트코스(25ｍ) 세계수영선수권 | 아랍에미리트 아부디비 | 아부다비 에티하드 아레나        | 개인혼영 100m 준결승 9위  |        |
| 17            | 200m        | 1분 58초 04  | 황선우                      | 인천광역시청 | 2021. 10. 12 | 제102회 전국체육대회                 | 대한민국 김천         | 김천 실내 수영장                |                           |        |
| 18            | 400m        | 4분 15초 27  | 김민규                      | 인천체고     | 2009. 12. 08 | 제5회 동아시아 경기 대회             | 중화인민공화국 홍콩   | 주룽 공원 수영장                |                           |        |
| 계영 / 혼계영 |             |              |                             |              |              |                                      |                       |                                 |                           |        |
| 19            | 계영 200m   | 1분28초 56   | 김민우 원영준 이호준 황선우 | 국가대표     | 2021. 12. 19 | 제15회 쇼트코스(25ｍ) 세계수영선수권 | 아랍에미리트 아부디비 | 아부다비 에티하드 아레나        | 200m 계영 예선 5위        |        |
| 20            | 계영 400m   | 3분 17초 48  | 원영준 문승우 이호준 김우민 | 국가대표     | 2021. 12. 16 | 제15회 쇼트코스(25ｍ) 세계수영선수권 | 아랍에미리트 아부디비 | 아부다비 에티하드 아레나        | 계영 400ｍ 예선 11위      |        |
| 21            | 계영 800m   | 7분 11초 45  | 황선우 이유연 김우민 이호준 |              | 2021. 05. 17 | 2021 경영 국가대표 선발대회          | 대한민국 제주         | 제주종합경기장 실내수영장       |                           |        |
| 22            | 혼계영 200m | 1분41초49    | 문재권 박예린 원영준 정소은 | 국가대표     | 2021. 12. 18 | 제15회 쇼트코스(25ｍ) 세계수영선수권 | 아랍에미리트 아부디비 | 아부다비 에티하드 아레나        | 혼성계영 200m 예선1조 2위 |        |
| 23            | 혼계영 400m | 3분 57초 26  | 이주호 조성재 문승우 황선우 |              | 2021. 05. 17 | 2021 경영 국가대표 선발대회          | 대한민국 제주         | 제주종합경기장 실내수영장       |                           |        |

## 여자
| #             | 종목        | 기록        | 선수                        | 소속                   | 날짜         | 대회명                                | 개최지                | 경기장                    | 주석 및 기타    | 동영상 |
| 자유형        |             |             |                             |                        |              |                                       |                       |                           |                 |        |
| 1             | 50m         | 25초 08     | 정소은                      | 서울특별시수영연맹     | 2019. 10. 06 | 제100회 전국 체육 대회                | 대한민국 김천         | 김천 실내 수영장          | 일반부 결승 1위 |        |
| 2             | 100m        | 54초 83     | 김서영                      | 경북도청               | 2020. 11. 18 | 2020 경영국가대표선발대회             | 대한민국 김천         | 김천실내수영장            |                 |        |
| 3             | 200m        | 1분 58초 41 | 김서영                      | 경북도청               | 2019. 3. 03  | 2019 경영국가대표1차선발대회          | 대한민국 김천         | 김천 실내 수영장          |                 |        |
| 4             | 400m        | 4분 11초 98 | 이의섭                      | Pikesville High School | 2017. 5. 08  | Arena Pro Swim Series                 | 미국 애틀랜타         | 매컬리 아쿠아틱 센터      |                 |        |
| 5             | 800m        | 8분 39초 06 | 한다경                      | 전라북도체육회         | 2019. 5. 21  | 2019 경영국가대표2차선발대회          | 대한민국 김천         | 김천 실내 수영장          |                 |        |
| 배영          |             |             |                             |                        |              |                                       |                       |                           |                 |        |
| 6             | 50m         | 28초 17     | 유현지                      | 전라북도체육회         | 2016. 04. 18 | 제88회 동아수영대회                   | 대한민국 광주         | 광주남부대시립국제수영장  |                 |        |
| 7             | 100m        | 1분 00초 03 | 이은지                      | 오륜중                 | 2021. 05. 16 | 2021 경영 국가대표 선발대회           | 대한민국 제주         | 제주종합경기장 실내수영장 |                 |        |
| 8             | 200m        | 2분 09초 49 | 임다솔                      | 아산시청               | 2019. 05. 20 | 경영국가대표 2차선발대회              | 대한민국 김천         | 김천실내수영장            |                 |        |
| 평영          |             |             |                             |                        |              |                                       |                       |                           |                 |        |
| 9             | 50m         | 31초 08     | 김달은                      | 광주                   | 2009. 10. 25 | 제90회 전국체육대회                   | 대한민국 대전         | 용운 국제 수영장          | 1위             |        |
| 10            | 100m        | 1분 07초 44 | 김혜진                      | 제주시청               | 2018. 04. 27 | 국제대회수영국가대표선발대회          | 대한민국 광주         | 광주남부대시립국제수영장  |                 |        |
| 11            | 200m        | 2분 24초 20 | 정슬기                      | 부산광역시체육회       | 2009. 03. 28 | 제4회 제주 한라배 전국 수영 대회      | 대한민국 제주         | 제주 실내 수영장          |                 |        |
| 접영          |             |             |                             |                        |              |                                       |                       |                           |                 |        |
| 12            | 50m         | 26초 26     | 정소은                      | 울산광역시청           | 2021. 07. 21 | 제40회 대통령배                       | 대한민국 전주         | 완산실내수영장            | 결승 4위        |        |
| 13            | 100m        | 57초 07     | 안세현                      | 경남SK텔레콤           | 2017. 7. 24  | 제17회 세계수영선수권대회             | 헝가리 부다페스트     | 다뉴브 아레나             | 결승 5위        |        |
| 14            | 200m        | 2분 6초 67  | 안세현                      | 경남SK텔레콤           | 2017. 07. 28 | 제17회 세계수영선수권대회             | 헝가리 부다페스트     | 다뉴브 아레나             | 결승 4위        |        |
| 개인혼영      |             |             |                             |                        |              |                                       |                       |                           |                 |        |
| 15            | 200m        | 2분 08초 34 | 김서영                      | 경북체육회             | 2018. 08. 24 | 제18회 아시안 게임                    | 인도네시아 자카르타   | 겔로라 붕 카르노 수영장   | 결승 1위        |        |
| 16            | 400m        | 4분 35초 93 | 김서영                      | 전북도청               | 2017. 05. 13 | 2017년 국제대회 수영국가대표 선발대회 | 대한민국 김천         | 김천실내수영장            |                 |        |
| 계영 / 혼계영 |             |             |                             |                        |              |                                       |                       |                           |                 |        |
| 17            | 계영 400m   | 3분 40초40  | 유지원 정소은 한다경 김서영 | 국가대표               | 2021. 12. 16 | 제15회 쇼트코스(25ｍ) 세계수영선수권  | 아랍에미리트 아부디비 | 아부다비 에티하드 아레나  | 예선 10위       |        |
| 18            | 계영 800m   | 8분 04초 24 | 유지원 박수진 최지원 김서영 | 경북대표               | 2019. 10. 06 | 제100회전국체육대회                   | 대한민국 김천         | 김천 실내 수영장          |                 |        |
| 19            | 혼계영 400m | 4분 03초 38 | 임다솔 백수연 박예린 정소은 | 국가대표               | 2014. 9. 25  | 제18회 세계수영선수권대회             | 대한민국 광주         | 광주남부대시립국제수영장  | 예선 1조 1위    |        |

## 같이 보기
- 수영 세계 기록